# Drosofilíneos
Drosofilíneos (Drosophilinae) é a maior subfamília da família Drosophilidae.

## Filogenia
Muitos estudos moleculares abordaram pequenas partes da árvore filogenética. A maioria destes estudos se limitam a espécies do gênero Drosophila. O gênero Drosophila é parafilético e a posição de algumas espécies na árvore filogenética é dada por evidências moleculares.